# Тихонравов, Николай Саввич
Никола́й Са́ввич Тихонра́вов (1832—1893) — русский филолог, археограф, историк русской литературы, ректор Московского университета, представитель культурно-исторической школы в российском литературоведении.

## Биография
Из мещан. Отец Тихонравова работал фельдшером в одной из московских больниц и сына определил в 3-ю Московскую гимназию, по окончании которой с серебряной медалью в 1849 году, поступил в Главный педагогический институт. В следующем году была напечатана его первая научная работа, которая «при всем случайном характере содержания (Несколько слов по поводу статьи Современника (1850, кн. 8): „Кай Валерий Катулл и его произведения“. Москвитянин, 1850, т. V), статья по своей эрудиции являлась весьма значительной для 18-летнего автора». При содействии М. П. Погодина, в 1850 году он перешёл в казённокоштные студенты на историко-филологический факультет Московского университета, который окончил в 1853 году со степенью кандидата и золотой медалью за сочинение на тему «О немецких народных преданиях в связи с историей», предложенную Т. Н. Грановским. Во время обучения появилось ещё несколько работ Тихонравова, в их числе: О cмирдинском издании сочинений Ломоносова (Московские ведомости. — 1852. — № 74).
После окончания университета (1853—1857) преподавал историю и русскую словесность в 1-й Московской гимназии, с октября 1856 — старший учитель русской словесности. Также преподавал в 4-й Московской гимназии (с апреля 1855 — старший учитель истории), Александровском сиротском кадетском корпусе (с февраля 1856 по январь 1857) и в 1-м кадетском корпусе (с февраля 1857 года преподавал русскую словесность). В это время Тихонравов напечатал сочинение Граф Ф. В. Растопчин и литература в 1812 году (СПб., 1854) и участвовал в двух юбилейных изданиях Московского университета — «Биографическом словаре профессоров Московского университета» и «Биографической летописи известнейших студентов Московского университета».
В сентябре 1857 года в качестве и. д. адъюнкта стал преподавать в Московском университете педагогику, а через некоторое время ему было поручено читать лекции по истории русской литературы.
С началом преподавательской деятельности в университете связано начало изучения Тихонравовым древнерусской «отреченной» (запрещённой церковью) литературы; в 1863 году были напечатаны «Памятники отреченной русской литературы» (Том 1 и Том 2). Но прежде он предпринял издание на собственные средства пятитомных «Летописей русской литературы и древности» (М.: Тип. Грачева и комп., 1859—1863), целью которых было «расширить круг историко-литературных и археологических исследований, знакомя с такими памятниками нашей литературы и древности, которые до сих пор, несмотря на свое высокое значение, остаются неизданными и состав которых не подвергался тщательному изучению».
В марте 1859 года он был единогласно избран и. д. экстраординарного профессора Московского университета. В апреле 1870 года Совет университета присвоил ему степень доктора русской словесности honoris causa, как «приобревшему всеобщую известность своими учеными трудами в области русской литературы» и в июле 1870 года он был утверждён экстраординарным профессором по кафедре русского языка и русской литературы; с мая 1871 года он — ординарный профессор, с июня 1882 года — заслуженный профессор Московского университета.
В феврале 1876 года он был избран деканом историко-филологического факультета. Ректор Московского университета (1877—1883).
В 1889 году прекратил чтение лекций в университете; в 1890 году был избран ординарным академиком Петербургской Академии наук.
С декабря 1863 года Н. С. Тихонравов — действительный член Общества любителей российской словесности, с апреля 1885 года до своей смерти — его председатель.

## Научные работы
Работы Тихонравова в основном посвящены:
1. критическому изданию памятников средневековой русской литературы,
2. исследованиям по отдельным частным вопросам.

К первой группе трудов Тихонравова относится ряд публикаций в издававшихся им «Летописях русской литературы и древности» (5 тт., 1859—1863), например, «Повесть о Савве Грудцыне», «Сказание об Индейском царстве», «Стих о Голубиной книге», «Автобиография протопопа Аввакума» и другие, затем «Памятники отреченной русской литературы» (1863), «Слово о полку Игореве» и другие. Сюда же по типу работы примыкает критическое издание сочинений Гоголя (10-е издание, 5 тт., М., 1889—1890; тома 6 и 7 были подготовлены Тихонравовым, но выпущены в свет уже после его смерти В. И. Шенроком), «Ревизор» (первоначальный сценический текст, 1886). К этой же группе относятся двухтомные «Русские драматические произведения 1672—1725 гг.» (1874).
Исследовательские работы Тихонравова невелики по объёму и почти всегда связаны с публиковавшимися им текстами; это статьи об апокрифах, о начальном периоде русского театра и т. д. Особо следует отметить большую статью «Московские вольнодумцы начала XVIII века и Стефан Яворский» («Русский вестник», 1870, кн. 9; 1871, кн. 2 и 6). Большая часть работ Тихонравова, не выходивших отдельным изданием, перепечатана в его сочинениях.